# 柴壘
柴壘，又稱陶維慈壘（lũy Đào Duy Từ），是越南廣平省的一處歷史遺跡。柴壘建於鄭阮紛爭期間，為阮主的軍師陶維慈設計，以防止鄭主對南河的進攻。阮朝的紹治帝稱讚柴壘是「定北長城」。
1630年，在阮主與北河的鄭主發生衝突之後，陶維慈為阮福源設計了柴壘。柴壘包括三個堡壘：長育壘（Lũy Trường Dục）、日麗壘（Lũy Nhật Lệ）和長沙壘（Lũy Trường Sa），於1634年全部完成。在鄭阮紛爭中，這些堡壘多次成功抵禦了鄭主的進攻。

## 構成
- 長育壘（Lũy Trường Dục），位於龍大河（sông Long Đại）、建江（sông Kiến Giang）、日麗江的三條河交匯處。龍大河與建江河於此壘附近注入日麗江。遺址在今廣平省廣寧縣境內。
- 日麗壘（Lũy Nhật Lệ），又名洞海壘（Lũy Động Hải）、鎮寧壘（lũy Trấn Ninh），依麗岐江（sông Lệ Kỳ）南岸而建，至日麗海口。1631年建。遺址在今廣平省的廣寧縣及同海市境內。
- 長沙壘（Lũy Trường Sa），在日麗海口以南，依海岸線而建。1634年由阮有鎰主持完工。